# 1944 في الجزائر
الأحداث من عام 1944 في الجزائر.

## المواليد
- 14 يناير – محيي الدين خالف مدرب كرة قدم جزائري
- 8 سبتمبر – علي بن فليس
- – فتيحة بوضياف